# The Doodler
Als The Doodler (de.: Der Kritzler) bezeichneten Presse und Polizei den nicht ermittelten Täter einer Mordserie in San Francisco Mitte der 1970er Jahre. Mit insgesamt 14 Todesopfern handelt es sich um eine bedeutende ungelöste Mordserie.

## Die Verbrechen
Die Verbrechen begannen im Januar 1974 mit dem Mord an einer Drag Queen aus dem Wohn- und Geschäftsviertel Tenderloin, die erstochen und brutal verstümmelt in einer Wohnung aufgefunden wurde. Die Ermittlungen ergaben, dass sie zuvor in Begleitung eines jungen weißen dunkelblonden Mannes in einer Bar gesehen worden war. Im Laufe der nächsten Monate starben vier weitere Travestiekünstler auf die gleiche Art und Weise, weshalb die Polizei zunächst von einem Täter mit explizitem Hass auf Transvestiten ausging. Die Polizeiarbeit wurde unter anderem dadurch erschwert, dass alle Opfer mit sehr häufig wechselnden Partnern verkehrten; daher war es nahezu unmöglich, festzustellen, wer sie vor ihrem Tod zuletzt gesehen hatte.
Anfang 1975 lagen der Polizei kaum noch verwertbare Hinweise vor, denen man hätte nachgehen können. Zudem sahen sich die Polizisten im Frühjahr mit einer neuen Mordserie konfrontiert: Sechs homosexuelle Mitglieder der sadomasochistischen Szene (darunter der prominente Anwalt George Gilbert) verschwanden aus entsprechenden Bars und Clubs. Auch sie wurden erstochen, verstümmelt und aufgeschlitzt – jedoch war der Grad der Verstümmelungen nicht so hoch wie bei den Drag Queens. Beide Mordserien erfuhren in den Medien kaum Aufmerksamkeit. Lediglich über den Tod Gilberts, der in seiner Wohnung in einem noblen Hochhaus getötet worden war, berichtete die Presse etwas ausführlicher. Vertreter der Lesben- und Schwulenbewegung warfen der Polizei daraufhin Untätigkeit vor und forderten die gleiche Ermittlungssorgfalt ein, die bei heterosexuellen Mordopfern an den Tag gelegt werde.
Anfang Herbst 1975 kam es zum Schlussakt der Verbrechen, als sechs Geschäftsleute der Mittelklasse aus Bars in The Castro verschwanden; drei von ihnen wurden auf die gleiche Weise mit Messerstichen ermordet, die anderen drei überlebten schwer verletzt. Nach intensiveren Ermittlungen stellte sich heraus, dass auch diese Männer – anders als zunächst angenommen – homosexuell und in der Szene bekannt waren. Die Überlebenden berichteten übereinstimmend, der Täter habe sich mit dem Angebot, sie zu zeichnen, ihr Vertrauen erschlichen. Auf Grund dessen erhielt der Mörder auch seinen heute gebräuchlichen Namen. Nach dem Vollzug des Geschlechtsverkehrs sei es dann jeweils zu den gewaltsamen Übergriffen gekommen. Diese Opfergruppe war wohlhabend und gesellschaftlich hoch geschätzt, weswegen diese Taten nun erstmals umfangreicher in den Medien thematisiert wurden. Die Polizei ging davon aus, dass der Täter möglicherweise aus Scham über unterdrückte eigene homosexuelle Gefühle gehandelt haben könnte. Im September endeten die Morde.

## Weitere Ermittlungen
Auf Grund der Heterogenität der Opferwahl in den drei Gruppen gingen die Behörden lange Zeit davon aus, drei unterschiedliche Mörder zu jagen. Erst allmählich, als die Hinweise und Verdächtigen mehr und mehr eingegrenzt werden konnten, stellte man fest, dass es sich um einen einzigen Serienmörder handeln musste. Leiter der nun gebündelten Untersuchungen war Inspector Rotea Gilford (1927–1998), der erste afroamerikanische Ermittler für Tötungsdelikte des San Francisco Police Department. Im Verlauf des Jahres 1976 konzentrierte sich der Verdacht schließlich auf einen laut Behörden geisteskranken Mann, der bereits mehrfach wegen Sexualdelikten in Therapie gewesen war. Er wurde mehrmalig verhört und sagte bereitwillig aus. Der Verdächtige machte dabei wiederholt Andeutungen bezüglich der Morde und schien teilweise bewusst mit den Beamten zu spielen, bestritt jedoch stets jede Verwicklung in die Verbrechen. Die drei überlebenden Opfer – unter ihnen laut Polizei ein „berühmter Entertainer“ sowie ein Diplomat – weigerten sich derweil in mehreren Befragungen, ihren Angreifer zu identifizieren, da sie befürchteten, mit einem damit verbundenen Coming-out berufliche Perspektiven und gesellschaftliche Achtung einzubüßen. Daher gaben am 7. Juli 1977 die Ermittlungsbeamten frustriert bekannt, dass ein namentlich nicht genannter Verdächtiger mit den Angriffen in Verbindung gebracht werde, eine Anklage ohne die Kooperation seitens der Überlebenden allerdings unmöglich sei. Dies ist bis heute der Status quo.